# 波希米亚人1905
波希米亚人1905（Bohemians 1905），舊名布拉格波希米亚人足球俱乐部（FC Bohemians Praha），是位於捷克首都布拉格的一家足球俱樂部。俱樂部擁有超過百年的歷史，是捷克最具人氣的足球俱樂部之一。其鼎盛時期是在1980年代初期，俱樂部曾在這一時期獲得過捷克斯洛伐克甲級足球聯賽錦標，並打入過歐洲聯盟杯半決賽（都是於1983年）。在2005年，因財政問題，俱樂部被降級到捷克足球丙級聯賽。2007年回到捷克足球甲級聯賽。目前他們參加捷克足球甲級聯賽的賽事。

## 俱乐部历史
AFK Vrsovice 俱乐部在1905年成立。俱乐部在历史上的第一场比赛中以2-0的比分击败了Slavoj Žižkov队。
1927年的澳大利亚之行彻底改变了球队的历史。澳大利亚人先前要求捷克国家队访问，所以当时访问澳大利亚的Vrsovice球队更名为波希米亚人。波希米亚人1905俱乐部在1927年的4月7日到7月30日之间在澳大利亚一共进行了19场比赛，取得了14胜2平3负的优异成绩。这次访问被视为是一次巨大的成功，球队在捷克国内和澳大利亚都有了很大的影响力。球队在回到布拉格时受到了15000名球迷的热情迎接。球队访问归来后还从澳大利亚带来了两只袋鼠，作为给当时捷克总统马萨里克的礼物。之后不久，俱乐部决定将袋鼠的元素添加到队徽上。
俱乐部的主场Dolicek(原名Danneruv stadion)在1932年3月27日揭幕。这座球场的第一场正式比赛是与布拉格斯拉维亚的Vrsovice德比，波西米亚人1905队在18000名球迷前以1-4的比分输掉了比赛。
1968年，波西米亚人1905队历史上的最佳球员安东宁·帕年卡加盟球队，他在这里度过了12个成功的赛季，在230场联赛中打入76球。帕年卡的加盟开启了球队的黄金岁月。球队在从1975年到1985年的十年中8次进入欧战区。在1983年，球队的成绩达到了顶峰，球队在1982/83赛季第一次获得了捷克斯洛伐克顶级联赛的冠军并在当年打进了欧洲联盟杯的半决赛。
在2004到2005赛季后，球队遭遇了严重的财政危机。球队在经历了破产重组后被降级到第三级别联赛。
球队在117年的历史中一共经历了11次升降级，球队最近一次升入顶级联赛发生在2013年，自此球队一直维持在捷克甲级联赛。

## 外部連結
- 官方網站 （页面存档备份，存于）
- 球迷網站 （页面存档备份，存于）